# 福井裕佳梨
福井裕佳梨（日语：／ Fukui Yukari，1982年10月28日—）是一名日本女性聲優、於出生日本神奈川縣平塚市。血型是AB型，身高157cm。綽號是（Yukarin）。

## 主要參與作品
※主角、主要角色以粗体表示

### 電視動畫
1998年
- 他与她的事情（濑名理香）

2002年
- 七人之奈奈（奈奈妹）
- 小公主优希（可可露）

2003年
- MOUSE（栗林弥生）

2004年
- 校园迷糊大王（莎拉·阿迪玛斯）

2006年
- 银河天使Ⅱ（蒙莉莎）
- 校园迷糊大王 二学期（莎拉·阿迪玛斯）
- 草莓危机（白檀笼女）
- 虫师（吹）

2007年
- GO！纯情水泳社！（静冈魅玲）
- 神圣十月（白藤菜月）
- 天元突破 红莲螺岩（妮亞·特佩琳）
- 龙鸣（仓田咲）

2008年
- まかでみ・WAっしょい!（法爾雀·薩·瓦利亞布魯汪德）

2009年
- 青花（杉本和佐）
- 海物语 ～与你相伴～（瓦琳）
- 猫愿三角恋（桥本雏子、ノワール）

2010年
- 學園默示錄（鞠川靜香）
- 大神與七位夥伴（白雪姬乃）

2011年
- Rio RainbowGate!（アーニャ・ヘルシング）
- 幸福光暈（桃喵）

2013年
- 幸福光暈 ～More Aggressive～（桃喵）
- KILL la KILL（滿艦飾好代）

2014年
- GUNDAM G之復國運動（拉拉雅·曼蒂）

### 劇場版
- それいけ!アンパンマン 人魚姫のなみだ（日语：それいけ!アンパンマン 人魚姫のなみだ）※2000年
- 飞越巅峰&飞越巅峰2合体剧场版！（诺诺）※2006年
- 剧场版 天元突破 红莲螺岩-红莲篇-（妮亞·特佩琳）※2008年
- 剧场版 天元突破 红莲螺岩-螺岩篇-（妮亞·特佩琳）※2009年

### OVA
- 飞越巅峰2（诺诺）
- FLCL（宫路纯子）
- 秋之回忆3.5 朝向回忆的彼方（黑须彼方）
- 幸福光暈（ももねこ）
- 飛輪少年 黑翼與沉睡森林 -Break on the sky- Trick1、2（皇杞樞）

### 遊戲
2001年
- the FEAR（福井裕佳梨）

2002年
- 想君：秋之回憶（黑須彼方）

2003年
- ショコラ 〜maid cafe "curio"〜（橘沙耶香）

2005年
- 處女愛上姐姐（高根美智子）
- BALDR FORCE EXE（瀨川美野裡）

2006年
- 草莓危機（白檀籠女）
- 真實之淚（井上祇園）

2007年
- 天元突破紅蓮螺岩（妮亞·特佩琳）
- 武裝神姬BATTLE RONDO（忍者型MMS吹雪、ミズキ）

2008年
- 最終幻想 紛爭（蒂娜·布蘭福德）
- 寒蟬鳴泣之時絆 想（牧村珠子）
- もえスタ 〜萌える東大英語塾〜（花夢若菜）
- 弧光之源2 意志（莉娜）

2009年
- キモかわE!（サリエル）
- 銀河天使II 永劫回歸之刻（愛拉·卡拉梅爾）
- サイキン戀シテル?（ふわふわ）
- 最終幻想 紛爭012 （蒂娜·布蘭佛德）
- 最終幻想XIII（約爾芭·黛亞·班尼拉）
- 符文工廠3 -新牧場物語-（茜雅）

2010年
- 噬神者（シオ）
- 星空幻想Online（格芮妮）

2015年
- 最終幻想 紛爭 街机版/NT版 （蒂娜·布蘭佛德）

2016年
- 鋼鐵少女（神通、沃絲派特、約克鎮）

### DRAMA CD
- 他与她的事情 Act·Zero（濑名理香）1999年
- 甜蜜偶像（北条美奈）2003年
- 想君：秋之回忆系列（黑须彼方）
  - 想君：秋之回忆 DRAMA CD 2003年
  - 秋之回忆 DRAMA CD 想君组曲 2004年2月18日
  - 想君：秋之回忆 DRAMA BEST
  - 想君：秋之回忆 Memory Collection Vol.1 黑须彼方
- 他与她的事情 纪念Drama CD FINAL ACT（泽田理香）2005年
- かみさまのいうとおり!（日语：かみさまのいうとおり!）（鸟居玉藻）2006年
- Rio Sound Hustle!系列（阿妮娅） ※Drama部分出演 2009年
- 時空警察ハイペリオン外伝 幕末异闻传（千叶佐菜）2010年3月

### 電視劇
- 熟男不結婚 飾金田裕之女友(第7話)

### 廣告
- 魔力寶貝2.0 宣傳廣告

### 網路廣播
- DIEBUSTER WEB RADIO TOP! LESS （页面存档备份，存于）（諾諾）
- School Rumble nigakki weekend （页面存档备份，存于）（莎拉·阿迪拉瑪斯）

### 雜誌專欄
- 福井裕佳梨的小花圃（《開拓動漫畫情報誌》連載）

## 註解
1. 1 2 3 4  ゆかりんのルーム（プロフィール）｜Ameba Room(アメーバルーム)[]

## 外部連結
- Versatile Entertainment内的介紹頁 （页面存档备份，存于） （日語）
- 福井裕佳梨オフィシャルブログ yukalyric～ユカリリック～ Powered by アメブロ （页面存档备份，存于），本人的網誌 （日語）
- 福井裕佳梨的Instagram帳戶（日語）
- 福井裕佳梨的X（前Twitter）（日語）